# Bóng nước (thực vật)
Bóng nước (danh pháp hai phần: Impatiens balsamina) còn gọi là hoa xèng, phượng tiên hoa, là một loài thực vật thuộc họ Bóng nước (Balsaminaceae).

## Đặc điểm
Bóng nước là loài cỏ thấp, sống một năm. Lá mọc so le, có cuống, hình mác, đầu nhọn, mép có răng cưa rất rõ, dài 7–8 cm, rộng 2-2,5 cm. Hoa mọc ở nách lá, có thể có màu trắng, đỏ hay hồng. Quả nang, hình quá trám, có lông tơ. Khi dùng tay bóp nhẹ quả già thì quả co nhanh và vỏ nứt thành 4-5 mảnh có hình dáng giống như móng tay bị co lại. Cây thụ phấn nhờ ong và các loại côn trùng khác, đôi khi nhờ các loài chim hút mật.

## Phân bố
Bóng nước phân bố ở Ấn Độ, Trung Quốc và khu vực Đông Nam Á.

## Thành phần hóa học
Theo Đỗ Tất Lợi, toàn thân cây bóng nước có axit p-hydroxybenzoic có tính chất kháng sinh, axit gentisic C7H6O4, axit ferulic C10H10O4, axit p-cumaric C9H8O3, axit sinapic C11H12O5, axit cafeic C9H8O4, ngoài ra còn có scopoletin C10H8O4.
Dịch ép của hoa bóng nước có tác dụng kháng sinh mạnh.

## Công dụng
Bóng nước được trồng rộng rãi với mục đích làm kiểng.
Lá được dùng để nấu nước gội đầu làm cho tóc mọc tốt.
Cây còn được dùng trong y học, được ghi trong Bản thảo cương mục với tên phượng tiên (鳳仙). Hạt bóng nước được ghi trong Cứu hoang bản thảo với tên gọi Cấp tính tử (急性子).
Theo những tài liệu cổ thì toàn cây có vị cay, tính ôn, hơi có độc, có tác dụng khử phong thấp, hoạt huyết, chỉ thống, thường dùng chữa phong thấp, bị thương sưng đau, rắn rết cắn. Phụ nữ có thai không dùng được.

## Bài thuốc
Ung nhọt, áp xe, viêm lở da: cây tươi giã đắp trực tiếp hoặc vắt nước cốt tẩm gạc đắp.
Thấp khớp mãn tính: cây móng tay (khô) 15g, cành dâu 40g, mộc qua 15g. Nấu sắc uống.
Trị viêm hạch bạch huyết trong bệnh giun chỉ: khi mắc bệnh giun chỉ, uống cấp tính tử để tránh bị viêm hạch bạch huyết. Lưu ý là uống cấp tính tử không cải thiện được chứng chân voi, có nghĩa là khi viêm lâu ngày rồi, chân đã to rồi thì cấp tính tử không có tác dụng làm chân nhỏ lại. Dùng đơn thuốc Long cấp tán: Xác rắn 4g, hạt móng tay (cấp tính tử) 2g, thương truật 4g. Liều uống 1 ngày dạng thuốc bột. Uống 15 ngày nghỉ 7 ngày.

## Hình ảnh

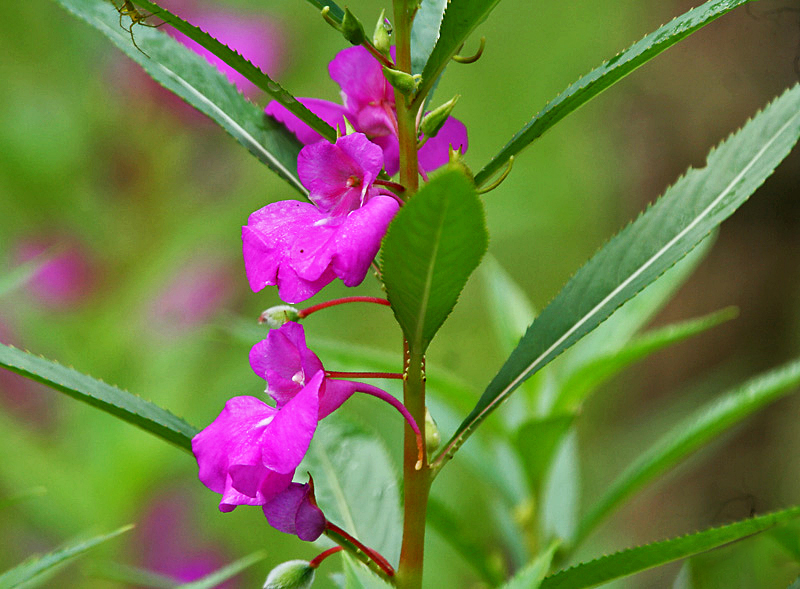
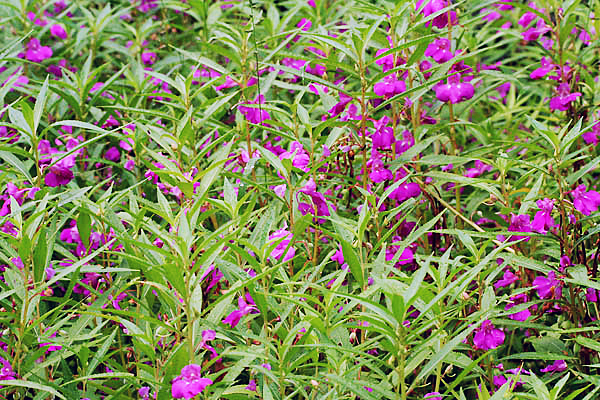
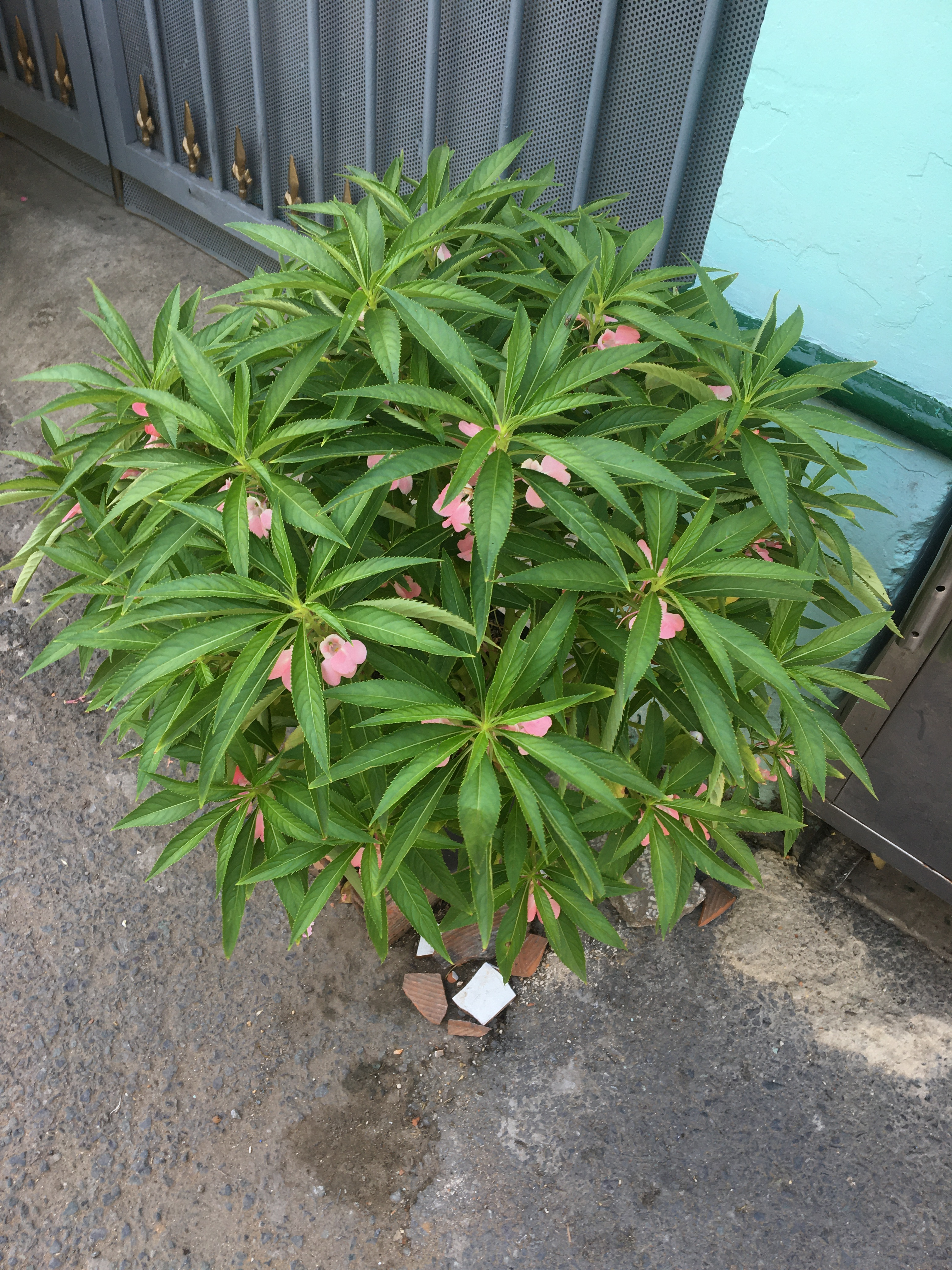